# 維爾諾撞擊坑
維爾諾撞擊坑（英語：Vernal）是一個位於火星歐克西亞沼區的撞擊坑。中心座標6°N, 355.5°E。該撞擊坑直徑57公里，以美國猶他州城市維爾諾命名。因為該撞擊坑地質構造類似地球上有溫泉的區域，因此這被認為是尋找可能火星生命最重要的發現之一。

## 溫泉
火星偵察軌道器的高解析度成像科學設備（HiRISE）拍攝維爾諾撞擊坑的影像被認為是溫泉曾在該撞擊坑存在的強烈證據。當地的溫泉可能可以讓生命長時間存活。此外，和溫泉相關的礦物沉積可能會留下火星生命的痕跡。在維爾諾撞擊坑底暗色部份有兩個淺色橢圓形結構相當類似地球上的溫泉。這兩個區域有內層和外層光暈，並且是大致圓形的凹陷。在坑內有大量的丘陵接近泉水區域線性排列，被認為是沿著順向地層邊緣的流體運動形成。本條目的圖顯示了這些可能的溫泉，而其中一個下陷區域在本影像中可見。火星探測車發現在火星表面發現似蛋白石的二氧化系也代表了溫泉存在的可能。維爾諾撞擊坑曾經是火星科學實驗室的登陸候選地點。